# Luvarus
Luvarus – rodzaj morskich ryb z rodziny Luvaridae

## Występowanie
Strefa umiarkowana i podzwrotnikowa Atlantyku, (Morze Śródziemne, Indo-Pacyfik, okolice Hawajów, Japonii, Nowej Zelandii.

## Klasyfikacja
Rodzaje zaliczane do tej rodziny:
- Luvarus imperialis